# Antonio Peña Herrada
Antonio Hipólito Peña Herrada (13 de junio de 1951 – 5 de octubre de 2006) fue el fundador de la promoción luchística mexicana Lucha Libre AAA Worldwide en 1992. La promoción de Peña alcanzó su apogeo a principios de la década de 1990 y fue la principal responsable de llevar el estilo "Lucha" a los Estados Unidos, con luchadores como Rey Mysterio Jr., Psicosis, La Parka/LA Park, Juventud Guerrera, Konnan, entre otros. Peña fue el principal "programador" de la Empresa Mexicana de Lucha Libre (EMLL) antes de formar su compañía. Posteriormente, Antonio Peña dejó la EMLL junto con su grupo de luchadores para fundar, con Televisa como dueño, la empresa Asistencia, Asesoría y Administración de Espectáculos, Sociedad Anónima de Capital Variable, conocida por el acrónimo AAA.

## Biografía
Antonio Peña creció en una familia de lucha libre en la Ciudad de México, México. Su padre luchó como el Luchador Ponzoña y su tío fue el famoso Espectro original, una gran estrella en los años 1950 y 1960. Peña fue entrenado por Rojas, Isias Rodríguez, Toño Hernández y su tío antes de debutar en la lucha libre profesional en 1974 a la edad de 18 años.

### Carrera profesional en lucha libre
Peña comenzó su carrera en la lucha libre como El Enmascarado (personaje enmascarado), luego como El Genio (español para "El genio") el 8 de abril de 1974. Después de luchar como El Genio durante un par de meses Peña ya ha recibido la bendición de su tío para adoptar el nombre Espectro y comenzó a luchar como Espectro Jr. Peña llevaba la máscara "veneno verde" y mallas como Espectro, pero a diferencia del original luchaba descalzo la mayor parte del tiempo. Como Espectro Jr., Peña mezcló una buena base de lucha sólida con varias travesuras psicológicas para crear un personaje, mientras que ser un personaje rudo odiado (Heel o "chico malo") llamó la atención de la multitud y pronto se encontró desafiando a los mejores luchadores de la década de 1970 tanto para el Campeonato Nacional de Peso Wélter de México como para el Campeonato Nacional de Peso Medio de México, dos de los mejores campeonatos en México en ese momento. Mientras era un intérprete talentoso en el ring detrás del escenario, fue descrito como una persona más tranquila y reflexiva que a menudo hablaba sobre cómo cambiaría Lucha Libre y le daría más carácter y talento para el espectáculo. En 1980, Peña decidió cambiar de personalidad en la lucha libre, dándole el traje y el nombre de Espectro Jr. a su primo José Elías Pinceno, quien desde entonces luchó como Espectro Jr. En lugar de trabajar como Espectro Jr., Peña creó un personaje totalmente original llamado Kahoz (a veces escrito Kahos o Khaoz), un siniestro personaje rudo enmascarado que invocó varios espíritus oscuros como parte de su ritual previo a la pelea. Muchos han comparado al personaje de Kahoz con uno de los showmen originales de Lucha Libre, Murciélago Velázquez. Kahoz a menudo cargaba una bolsa de palomas vivas al ring con él, soltándolas a su oponente y luego haciéndole parecer que le había arrancado la cabeza a una de las palomas y que había manchado la sangre falsa sobre él o su oponente. Para Peña, el personaje de Kahoz no trataba acerca de querer ganar campeonatos, sino de la psicología del mismo y de buscar asustar a la audiencia, por lo que aunque no ganó ningún título como Kahoz, se consideró un gran éxito y se presentó en todo México. Mientras que Peña tenía la mente para luchar, su cuerpo no podía manejar el pesado calendario de eventos principales que luchó como Kahoz y en 1985 abandonó el personaje para trabajar como Espectro de Ultratumba ("El fantasma de más allá de la tumba"), dando el personaje de Kahoz a Astro Rey en su lugar. Kahoz de Astro Rey no fue en ninguna parte tan importante ni tan exitoso como Peña, ya que Astro Rey carecía del carisma y la teatralidad del original. Peña solo trabajó como Espectro de Ultratumba por un corto período de tiempo, dando el personaje a su primo en 1986. Peña intentó trabajar como "Dalia Negra", pero su cuerpo no pudo soportar la tensión, lo que obligó a Peña a retirarse en 1986. Sin embargo, Peña luchó brevemente como "la Rosa" en 1994, pero solo trabajó por un puñado de luchas. La última presentación sobre un ring de Antonio Peña fue en la Plaza de Toros México en el evento Guerra de Titanes de 2001 donde luchó, y perdió contra su acérrimo enemigo Cibernético.

### Promotor de lucha libre
Peña había estado activo tras bastidores durante años antes de su retiro, siempre ofreciendo sugerencias sobre personajes de lucha, historias y libretos, por lo que cuando se retiró definitivamente fue contratado por la Empresa Mexicana de Lucha Libre (EMLL), la promoción de lucha profesional más antigua de México, para trabajar en su departamento de relaciones públicas. En los años siguientes Peña comenzó a reservar espectáculos para EMLL y también a escribir argumentos y guiones para la compañía. Antonio Peña y el programador principal Juan Herrera trabajaron juntos para capitalizar el boom de la televisión de los 80, convirtiendo al EMLL en la mejor promoción de su tiempo. Peña y Herrera también fueron los autores intelectuales del "Rebranding" de EMLL como Consejo Mundial de Lucha Libre (CMLL) cuando el EMLL se retiró de la National Wrestling Alliance en 1989. Peña era la fuerza creativa detrás de la división Mini-Estrella del CMLL y quería contar con más luchadores no pesados en los eventos principales. Herrera quería mantener el viejo estilo de libretos con pesos pesados como Atlantis, El Dandy y El Satánico, mientras que Peña quería contar con luchadores más jóvenes y más rápidos como Konnan, Octagón o Máscara Sagrada. Al final, el presidente del CMLL, Paco Alonso, decidió quedarse con el estilo creativo de Herrera.

### Asistencia, Asesoría y Administración
Después de que Paco Alonso eligiera ignorar las ideas creativas de Peña, este comenzó las negociaciones con el canal de televisión Televisa para financiar una nueva promoción de lucha libre que le ofrecería a Televisa shows semanales de lucha libre. En 1992, Peña fundó una agencia de booking, que ofrecía luchadores y combates para la promoción de Asistencia Asesoría y Administración (AAA) propiedad de Televisa. Si bien Peña técnicamente era propietario de la promoción, Televisa poseía los derechos sobre el nombre AAA. En 1995, durante una crisis financiera, Televisa vendió todos los derechos de AAA a Peña, quien formó Promociones Antonio Peña. S.A. (PAPSA). La promoción de Peña contó con muchos de los jóvenes luchadores que Peña quería que el CMLL impulsara mientras elegían dejar CMLL para unirse a AAA. El pináculo de AAA llegó en 1993 cuando atrajeron a la multitud de lucha libre más grande de México en la historia al presentar el primer Triplemanía ante 48,000 fanáticos que pagaron su entrada en la Plaza de Toros Monumental de México. Con los años Peña logró establecer AAA como una alternativa viable al CMLL, convirtiendo al CMLL y AAA en "las dos grandes" en Lucha Libre.

### Controversias de marcas y manejo de personajes
A Peña se le criticaba ocasionalmente con las marcas registradas de los personajes y no permitía que los luchadores originales de los personajes usaran el nombre en otra parte. Los luchadores como Psicosis y La Parka se vieron obligados a cambiar sus nombres de ring cuando Peña tomó medidas legales para impedir que los dos usaran esos nombres en México y dio los personajes a dos luchadores de la AAA. Psicosis años después lucharía como "Nicho el Millonario" en México, mientras que el hombre que se hizo cargo del personaje, Psicosis II ahora trabaja en el circuito independiente. La Parka original ahora luce como L.A. Park mientras que AAA tiene su propia La Parka trabajando para ellos. Peña también trató de evitar que el original Máscara Sagrada usara el nombre y el atuendo, pero al final el luchador ganó el juicio y los derechos sobre el nombre. Peña a menudo "reciclaba" personajes del ring, dándole la máscara y el atuendo a un nuevo luchador si el anterior salía de la AAA, por ejemplo cuando Super Crazy dejó AAA Peña le dio el atuendo de Histeria a otro luchador.

### Muerte y legado
Peña murió el 5 de octubre de 2006 debido a un infarto masivo. En los días posteriores a la muerte de Peña, varias promociones de lucha libre en Japón con las que AAA había trabajado a lo largo de los años rindieron homenaje al promotor. La muerte de Peña dejó un vacío inmenso en AAA, él siempre había sido el hombre a cargo y siempre tuvo la última palabra. En los años anteriores a su muerte, Peña había traído a su cuñado, Joaquín Roldán, y al hijo de Roldán, Dorian Roldán Peña, y les enseñó el negocio de llevar adelante una promoción de lucha libre.
AAA realiza un homenaje a Antonio Peña cada año alrededor del aniversario de su muerte, como parte de los conmemorativos. AAA también celebra la Copa Antonio Peña, un torneo en honor a su legado. Desde 2007 en adelante, se celebra el evento anual conocido como Héroes Inmortales.